# Johann Elert Bode
Johann Elert Bode (tudi Elbert), nemški astronom, * 19. januar 1747, Hamburg, Nemčija, † 23. november 1826, Berlin, Nemčija.

## Življenje in delo
Bode je leta 1766 19-leten napisal svoje prve astronomske razprave. Leta 1786 je postal predstojnik Observatorija v Berlinu.
Razširjal je izkustveni Titius-Bodejev zakon (enačbo, pravilo), ki ga je leta 1772 objavil, odkril pa Titius leta 1766. Zakon pravi, da so sorazmerne razdalje planetov od Sonca v razmerjih: 4, 7, 10, 16, 28, 52, 100 in 196. To zaporedje dobimo s prištevanjem 4 vsakemu členu zaporedja 0, 3, 6, 12, 24, 48, 96, 192 in 384, kjer je razen prvih dveh vsak naslednji člen dvakrat večji od prejšnjega. Srednja relativna izračunana polos a je določena z:
{\displaystyle a={\frac {4n}{10}}\!\,,}
kjer je n člen zgornjega zaporedja, ali:
{\displaystyle {\frac {a}{a_{0}}}={\frac {3\cdot 2^{n-2}}{10}}+{\frac {2}{5}}\!\,,}
kjer pri n = 1 za Merkur spustimo prvi člen 1/2. Za razmerje 28 tedaj še ni bilo nobenega planeta in tudi Uran z razmerjem 196 še ni bil znan. Ko je leta 1781 William Herschel odkril Uran, se astronomi niso mogli več premagovati. Začeli so iskati planet z razmerjem 28 in leta 1801 je Piazzi našel asteroid 1 Ceres, ki je odgovarjal razmerju, čeprav tedaj še ni bil pritlikavi planet. Leta 1846 je ob odkritju Neptuna zakon izgubil svoj pomen, čeprav sta se John Adams in Le Verrier oba opirala nanj. Obstajajo tudi druge eksponentne enačbe, ki so znatno boljše, {\displaystyle a=a'K^{n}}. Za planete je {\displaystyle a'=0,21a_{0}} in K = 1,7, za Jupitrove, Saturnove in Uranove satelite pa po vrsti K = 1,6, K = 1,5 in K = 1,4. Teoretična razlaga za ta zakon ne obstaja. Astronomi menijo, da so razmerja podobna izmerjenim le naključno. Ali gre za naključje ali za dober približek, je za zdaj nemogoče odgovoriti. Zagotovo pa zadeva zakon razmere ob nastanku Osončja. Nekateri mislijo, da je vezan le na osno simetrijo, ki približno velja v Osončju, saj se gibljejo vsa nebesna telesa približno v ravnini. Bode je dal ob odkritju ime Uranu, ki ga je Herschel hotel imenovati Georgium Sidus (Jurijeva zvezda), ker je angleški kralj postal Herschlov zaščitnik.
Od leta 1768 je izdajal Astronomisches Jahrbuch. Decembra 1774 je odkril spiralno galaksijo M81 in nepravilno galaksijo M82. Obe sta najsvetlejši članici manjše jate galaksij, ki je od nas oddaljena med 6,5 in 9 milijoni svetlobnih let ali najpogosteje navedeno 8,5 milijona svetlobnih let. Jata naj bi bila najbližja skupina galaksij naši Krajevni jati. Messier ju je v svoj katalog vpisal februarja 1781.
Leta 1782 je Bode izdal astronomski atlas za ljubiteljske astronome Predstavitev nebesnih teles (Vorstellung der Gestirne).
Bode je leta 1801 izdal svoj obširni katalog Uranografija (Uranographia) z več kot 17.000 legami zvezd, vidnih s prostim očesom. Katalog je bil brez umetniških upodobitev ozvezdij.

## Priznanja
Leta 1789 so ga izbrali za tujega člana Kraljeve družbe.

### Poimenovanja
Po njem se imenuje krater Bode na Luni, asteroid 998 Bodea in galaksija M81.